# Закиров, Камиль Мяскутович
Камиль Мяскутович Закиров (15 ноября 1998, Ульяновск) — российский футболист, полузащитник клуба «Тверь».

## Биография
31 июля 2016 провёл единственный матч в составе молодёжного состава «Краснодара» — в домашнем матче против «Томи» (3:2) вышел на 82-й минуте. С сезона 2016/17 — в составе «Анжи». В молодёжном первенстве провёл 31 матч, забил три гола, в сезоне 2017/18 сыграл 11 матчей в первенстве ПФЛ за «Анжи-2» — во всех матчах либо выходил на замену, либо был заменён. 1 марта 2019 дебютировал в РПЛ, проведя полный гостевой матч против «Оренбурга» (1:0). Перед сезоном 2019/20 перешёл в «Рубин». Отыграл за клуб 3 матча. В зимнее трансферное окно был отправлен в аренду в астраханский «Волгарь». Летом 2020 оказался в аренде в «Минске». Весной 2021 года был арендован латвийским «Ноа». Летом вернулся в «Рубин», но покинул клуб в связи с окончанием контракта. Со 2 сентября 2021 года является игроком петербургского «Динамо». 24 декабря 2021 года покинул клуб по обоюдному согласию сторон. В зимнее трансферное окно 2021/22 стал игроком «Туапсе». После выступлений за "Тверь" перешел во владимирское «Торпедо». Уже в дебютном матче за черно-белых Закирову удалось поразить ворота «Знамени Труда», но его команду уступила со счетом 1:2.

## Личная жизнь
Отец — татарин, мать — русская.